# Gábor Benedek
Gábor Benedek (Tiszaföldvár, 23 maart 1927) is een Hongaars modern vijfkamper. Benedek zijn sterkste onderdeel was schermen.

## Biografie
Benedek nam tweemaal deel aan de Olympische Zomerspelen en won in 1952 de gouden medaille met het team en de zilveren medaille individueel. In 1953 werd Benedek wereldkampioen individueel en een jaar later met het team.

## Belangrijkste resultaten

### Olympische Zomerspelen
| Jaar | Plaats    | Resultaat              |
| ---- | --------- | ---------------------- |
| 1952 | Helsinki  | individueel · team     |
| 1956 | Melbourne | 6e individueel 4e team |

### Wereldkampioenschappen
| Jaar | Plaats        | Resultaat   |
| ---- | ------------- | ----------- |
| 1953 | Santo Domingo | individueel |
| 1954 | Boedapest     | team        |

1952: Benedek, Kovácsi, Szondy
1956: Derjoegin, Novikov, Tarassov ·
1960: Balczó, Nagy, Németh ·
1964: Minejev, Mokejev, Novikov ·
1968: Balczó, Moná, Török ·
1972: Lednjev, Onisjtsjenko, Sjmelev ·
1976: Fox, Nightingale, Parker ·
1980: P. Lednjev, J. Lipejev, Starostin ·
1984: Cristofori, Masala, Massullo ·
1988: Fábián, Martinek, Mizsér ·
1992: Czyżowicz, Gożdziak, Skrzypaszek